# Ștefan Rozvány
Ștefan Rozvány sau Ștefan Rozvan (n. 1874, Salonta, jud. Bihor - d. la Ciacova) a fost un delegat în Marea Adunare Națională de la Alba Iulia, organismul legislativ reprezentativ al „tuturor românilor din Transilvania, Banat și Țara Ungurească”, cel care a adoptat hotărârea privind Unirea Transilvaniei cu România, la 1 decembrie 1918.:p. 222-223

## Biografie
S-a născut la Salonta, jud. Bihor, în anul 1874. A urmat ciclul liceal la Liceul din Beiuș, iar cele universitare la Facultatea de Drept din Budapesta. A profesat ca avocat atât înainte, cât și după Marea Adunare Națională de la Alba Iulia. În anul 1929 a fost numit prefect al județului Hunedoara. A decedat la Ciacova.:p. 222-223
În ceea ce privește familia sa, fratele său a fost Eugen Rozvány, iar cumnata sa a fost Eleonora (Lemeny) Roznávy, participantă și ea la Marea Adunare Națională de la Alba Iulia.

## Activitatea politică

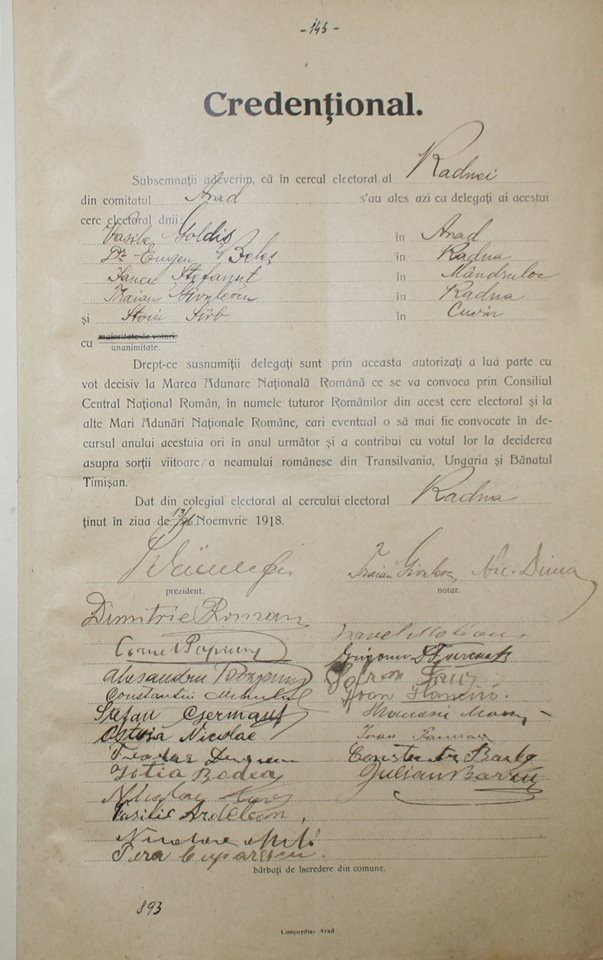
Credențional

A participat la Marea Adunare Națională de la Alba Iulia în calitate de reprezentant al cercului electoral Dobra. :p. 222-223